# Wang Yi

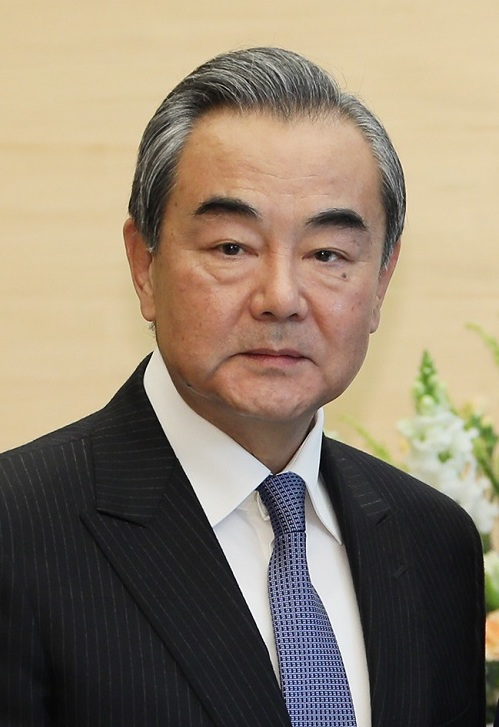
Wang Yi (2019)

Wang Yi (chinesisch 王毅, Pinyin Wáng Yì, * 19. Oktober 1953 in Peking) ist ein chinesischer Politiker. Er war von März 2013 bis Dezember 2022 und ist erneut seit Juli 2023 chinesischer Außenminister. Seit 2023 ist er Direktor der Zentralen Kommission für auswärtige Angelegenheiten, der das Außenministerium untersteht.

## Leben
Nach dem Schulabschluss 1969 war er acht Jahre in der Armee tätig. 1977 bis 1982 studierte er Japanisch an der 2. Pekinger Fremdsprachenhochschule und schloss mit dem Master in Volkswirtschaftslehre ab. Im Jahr 1981 trat er in die Kommunistische Partei Chinas ein und begann im Jahr 1982 im diplomatischen Dienst seine Tätigkeit. 2001 wurde er stellvertretender Außenminister, 2004 Botschafter in Japan, ab 2008 leitete er das Büro für Taiwan-Angelegenheiten. 2013 wurde er Yang Jiechis Nachfolger als Außenminister. Im Oktober 2022 wurde er in das Politbüro der Kommunistischen Partei Chinas berufen. Ende 2022 wurde er als Außenminister von Qin Gang abgelöst.
Seit 2023 ist Wang als Staatsrat Direktor des Büros der Zentralen Kommission für auswärtige Angelegenheiten, der das Außenministerium untersteht. Ab Ende Juni 2023 nahm er Termine für den öffentlich nicht mehr auftretenden Qin Gang wahr und übernahm Ende Juli nach dessen Amtsenthebung erneut die Leitung des Außenministeriums.